# Mimudea brunnealis
Mimudea brunnealis là một loài bướm đêm trong họ Crambidae.